# Милостиня

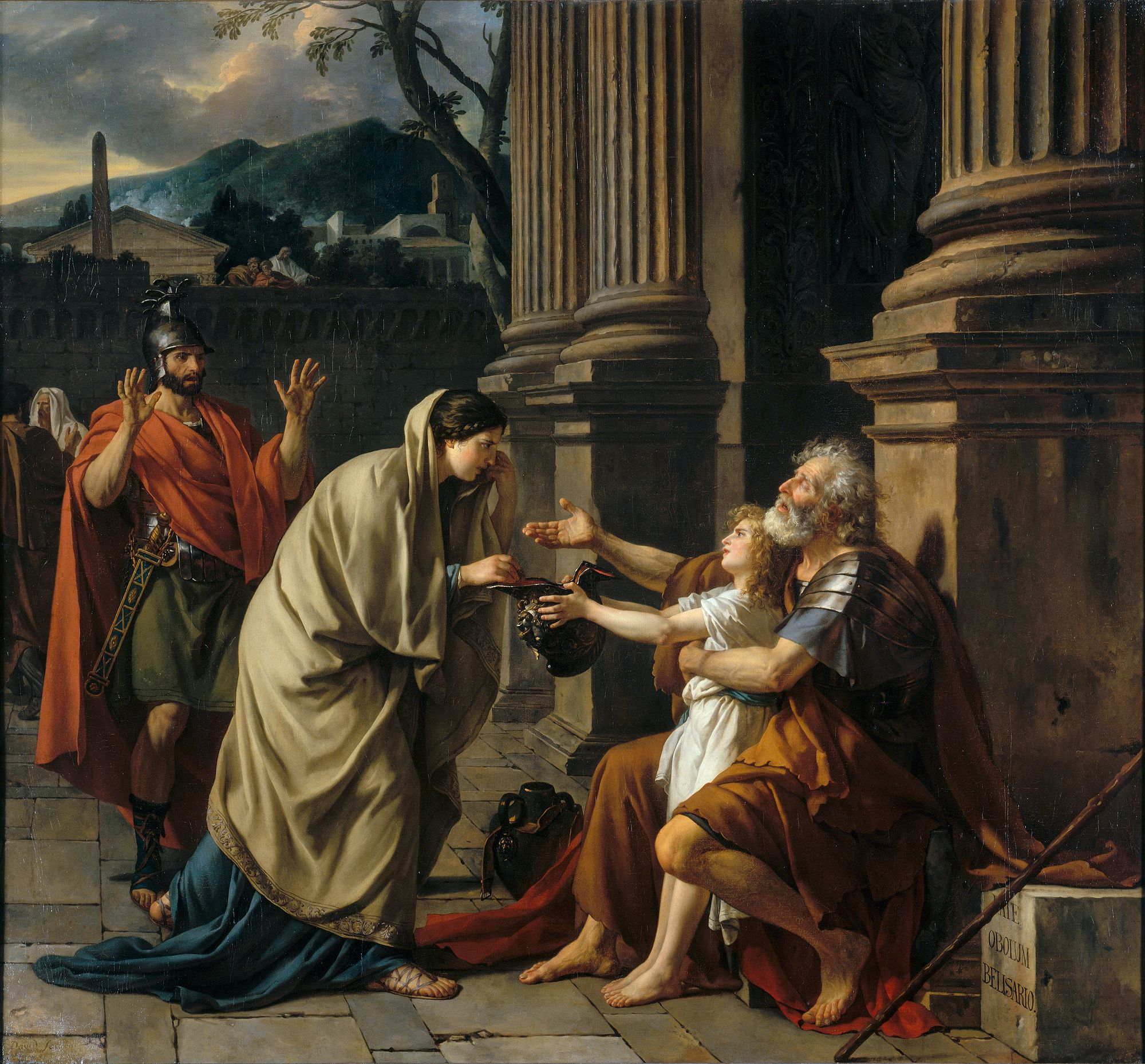
Худ. Жак-Луї Давід, Велізарій просить милостиню, 1781, музей, Ліль.

Ми́лостиня (від «милість») — виявлення турботи до ближнього, знедоленого, жебрака, каліки, до людини іншої культури в скрутному становищі, у вигляді допомоги у різних формах, переважно у вигляді матеріальної допомоги (подаяння).
Милостиня — характерна ознака значного матеріального розмежування в суспільстві, де більшість матеріальних ресурсів належить привілейованим класам чи небагатьом родинам. У випадках неспроможності або небажання держави розв'язувати проблему збільшення населення чи перерозподілу матеріальних ресурсів, зростає потреба в інших формах підтримки життя бідноти, також і потреба в милостині.
Подібний стан сприяє знедоленню та бідності широких верств населення. На цю чисельну соціальну групу припадає менша частина харчових та матеріальних ресурсів. Значні соціальні зрушення у вигляді епідемій, негуманно проведених реформ чи війни посилюють гніт і сприяють появі маргіналів, емігрантів, жебраків, людей з девіантною поведінкою.

## Християнська основа милостині
Ще в Старому Заповіті, особливо в Законі Мойсея, благочестивим людям вказується на їх борг робити добро бідним. Ісус Христос сказав:
|  | «Хто просить у тебе то дай, а хто хоче позичити в тебе не відвертайсь від нього.»(Матвій.5: 42). |

 Ці слова Ісуса Христа свідчать про те, що милостиню потрібно подавати поза всяким сумнівом.
Апостол Павло з цього приводу зазначає:
|  | «Хто ж дає насінне сїючому, подасть і хлїб на їжу, і намножить насінне ваше і зростить засїви праведности вашої»(2 Кор.9, 10). |

«Сходи, що ведуть на небо» — так назвав милостиню Іван Золотоустий, який постійно стверджував її виняткове значення серед інших чеснот.
|  | «Милостиня є пречудова художниця і покровителька тих, хто вправляється в ній, бо вона люб'язна Богу і знаходиться поблизу Нього, легко просячи милість тим, кому хоче …»(XII :264-265 ). |

Даючи милостиню жебракам, на думку Івана Золотоустого, людина проявляє любов до Ісуса Христа. Златоуст навіть порівнює милостиню з євхаристією.
Давати милостиню потрібно з привітним поглядом, без жалю на обличчі. Не варто чекати нагороди за подану милостиню. Милостиня потрібніша людині, яка дає, ніж тому, хто просить її. Цієї ж думки дотримується і Іван Золотоустий. 
|  | «І сам Бог звелів давати милостиню не для того, щоб тільки насичувалися бідні, але щоб і ті, хто подають отримували благодіяння, і - навіть більше для останніх, ніж для перших» / III: 270 /. |

Християнське вчення твердить, що таким чином людина очищає свою душу від гріхів:
|  | «У них живиться тіло, а у вас душа робиться приємною Богу. Їм, коли приймають, не відпускається жоден гріх, а вам прощаються багато гріхів». (XI: 230) |

Одним із сенсів милостині є позбавлення від влади грошей. Біблія твердить, що подаючи милостиню, людина робить добрий вчинок, виявляючи турботу, співчуття та щедрість до оточуючих його людей. Цим самим людина повинна не тільки викоренити зі своєї душі жадібність і злість, але і служити Богу, живучи за його заповідями. А Господь 
|  | «....йому надолужить за його доброчинство.» |

## Історія розвитку милостині в православ'ї
В часи Київської Русі жебраки не сприймалися як економічна і соціальна аномалія, навпаки, вони вважалися своєрідним знаряддям морального виховання, а допомога їм — необхідною умовою спасіння душі. В. В. Розанов писав: 
|  | «Якби чудодійним актом законодавства або економічного прогресу і медичного знання раптом зникли б в Стародавній Русі всі жебраки й убогі, хто знає – могло б бути, що давньоруський милостивець відчув би деяку моральну незручність». |

Допомога бідним, милостиня, відома на Русі здавна. Володимир Великий, перший християнський князь, настільки приділяв увагу убогим і нещасним, що його турбота про бідних і м'якість, за словами літописця Нестора, 
|  | «виходила навіть за межі державної користі». |

Князь Володимир запропонував «кожному убогому та бідному приходити на княжий двір, брати страву, і пиття, і гроші з казни». Також, він повелів зробити вози, куди клали хліб, м'ясо, рибу, овочі, мед в бочках, квас і возили по місту, роздаючи хворим і убогим. Крім того, Володимир заснував училища для навчання дітей знатних людей, середнього стану і убогих. А новгородський князь Ярослав Володимирович (пом. 1201) відкрив сирітське училище, в якому пригрів і навчав на своєму утриманні 300 юнаків. У першій половині XII століття чернігівський князь Микола Давидович побудував у Києві «лікарняний» монастир, що став першою в Росії богодільнею за церковною огорожею. Князь Андрій Боголюбський, як і Володимир, наказував розвозити по вулицях їжу та годувати бідних, а князь Роман Мстиславич взагалі все своє майно роздав бідним і сам помер у злиднях. Удільний Володимирський князь Всеволод Юрійович, після страшної пожежі, що сталася в 1185 році і знищила всі дерев'яні споруди у Володимирі, виділив містянам кошти на будівництво нових будинків.
Крім княжої благодійності існували й інші форми: монастирська, парафіяльна, громадська, боярська і купецька.
Милостиню намагалися давати особисто, з рук в руки. Навіть пізніше російські царі, крім безособової роздачі милостині на площах, практикували походи в остроги і богодільні особисто, хоча часто і інкогніто.
Безпосередньо в Україні в часи Середньовіччя розвиваються братства. Братські притулки отримали назву шпиталів і призначалися для тих, хто не мав можливості жити самостійно своєю працею. Поширеним серед братств було роздавати милоститиню. За часів Петра І ситуація на Русі змінюється. З жебраками починають боротися. Справжнім репресіям піддавалися професійні жебраки. Згідно з указом від 1691 за «удаване жебрацтво» належало покарання аж до заслання в Сибір. Милостиню ж царським указом пропонувалося передавати в госпіталі, де містяться убогі і жебраки. За словами О. В. Ключевського: 
|  | «Петро Великий озброївся проти розгульного жебрацтва, яке підтримувалось приватною милостинею. У 1705 р. він наказав розсилати по Москві піддячих з солдатами і приставами ловити бродячих жебраків і карати, гроші у них відбирати, милостині їм не подавати, а тих, хто подають хапати і піддавати штрафу; благодійники повинні були доставляти свої подаяння в богадільні, що існували при церквах. Петро озброївся проти приватної милостині в ім'я суспільної благодійності, як установи, як системи богоугодних закладів ». |

У 1712 році був оприлюднений указ «Про заснування у всіх губерніях гошпіталей», в якому наказувалося 
|  | «учинити гошпіталі для самих калік, таких, які нічим працювати не зможуть, ні стерегти, також і дуже престарілих; також утримувати немовлят, які не від законних дружин народжені». |

Для сиріт, вдів і бідних дівчат організовуються училища і притулки. У 1764 році в Росії було створено перше благодійне товариство — Виховне товариство благородних дівиць. А в 1775 році імператриця Катерина II заснувала Накази громадського піклування — прообрази «органів соціального захисту».
Рубіж XIX — ХХ ст. передбачав благодійність як основний фактор соціальної допомоги в державі, «… як рятівний інструмент послаблення соціальної напруги».
Після революційних подій 1917 р. благодійність визнавалася «…соціальним явищем класового, перш за все, буржуазного суспільства, і в системі радянського тоталітаризму благодійності не знайшлося місця ні в енциклопедіях, ні в суспільному житті».
У 90-х рр. ХХ ст., після здобуття радянськими республікам незалежності, розпочався новий етап в процесі розвитку благодійних актів, як «…позитивного фактора процесу модернізації суспільства».

## Сучасна роль милостині
Милостиня — важлива складова щоденної життєвої практики багатьох релігійних спільнот світу. Милостиня — щоденна практика в бідних і перенаселених країнах Азії (Індія), Африки (Судан, Сомалі, Конго), Латинської Америки (Бразилія, Аргентина).
Милостиня — практика відкупу багатіїв від витіснених на узбіччя суспільства та в жебрацтво меншин у розвинених країнах світу (США, Японія) або країн з перехідними формами економіки (Росія, Україна, Румунія).

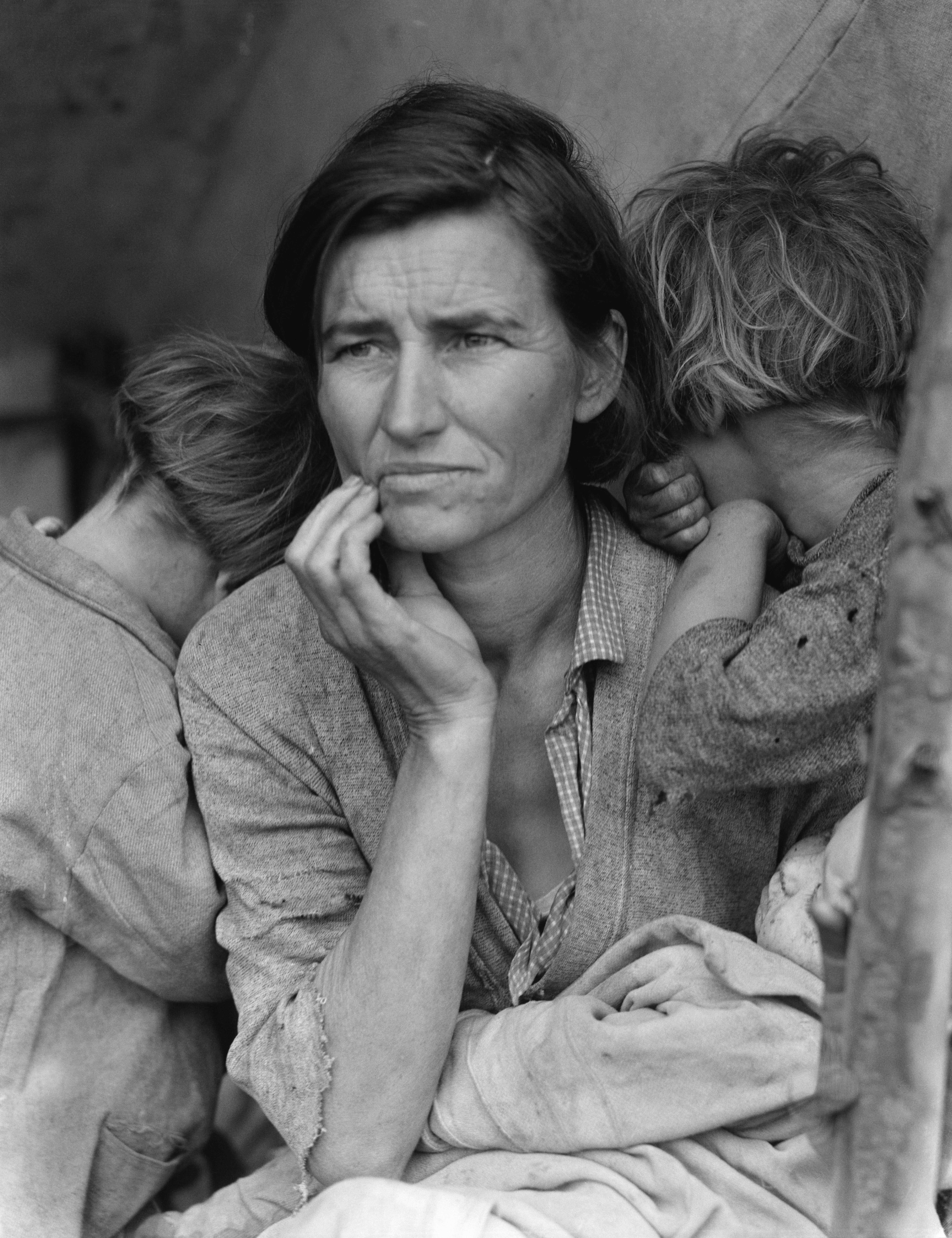
Мати емігрантка, 1936 рік.
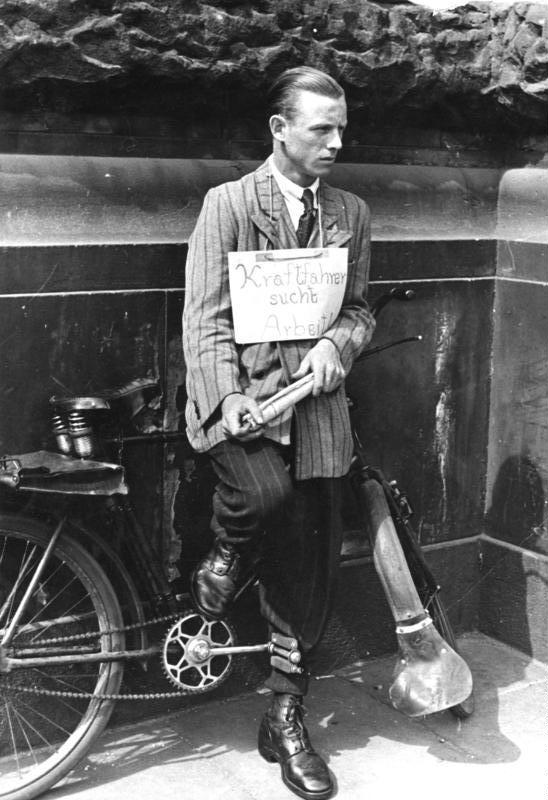
Безробітній, Німеччина, 1949р., Гамбург
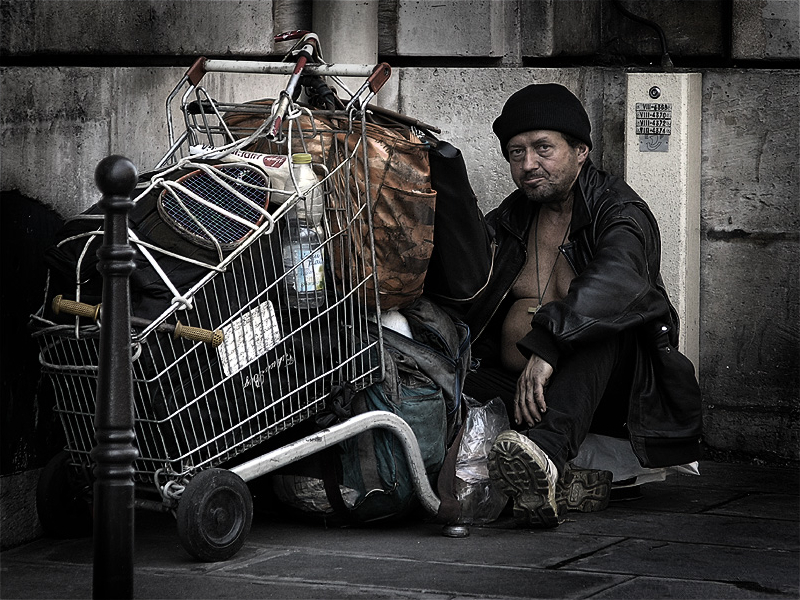
Безпритульний в Парижі, 2008 р.